# Marienbrunnen (Saarlouis)

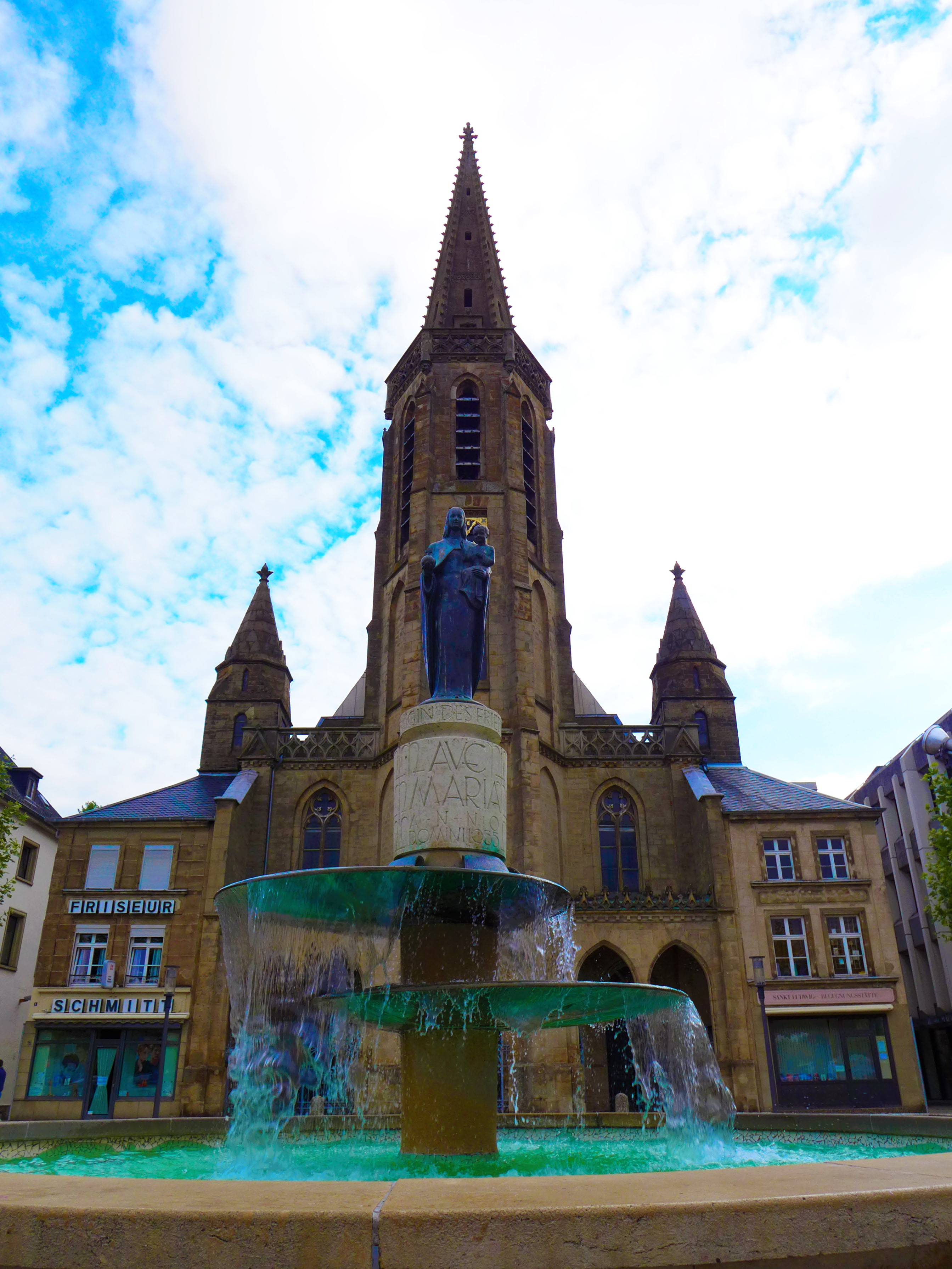
St. Ludwig (Saarlouis), Marienbrunnen vor der Kirche, Bronze, Stein, Durchmesser: 9,00 m, Höhe: 2,40 m

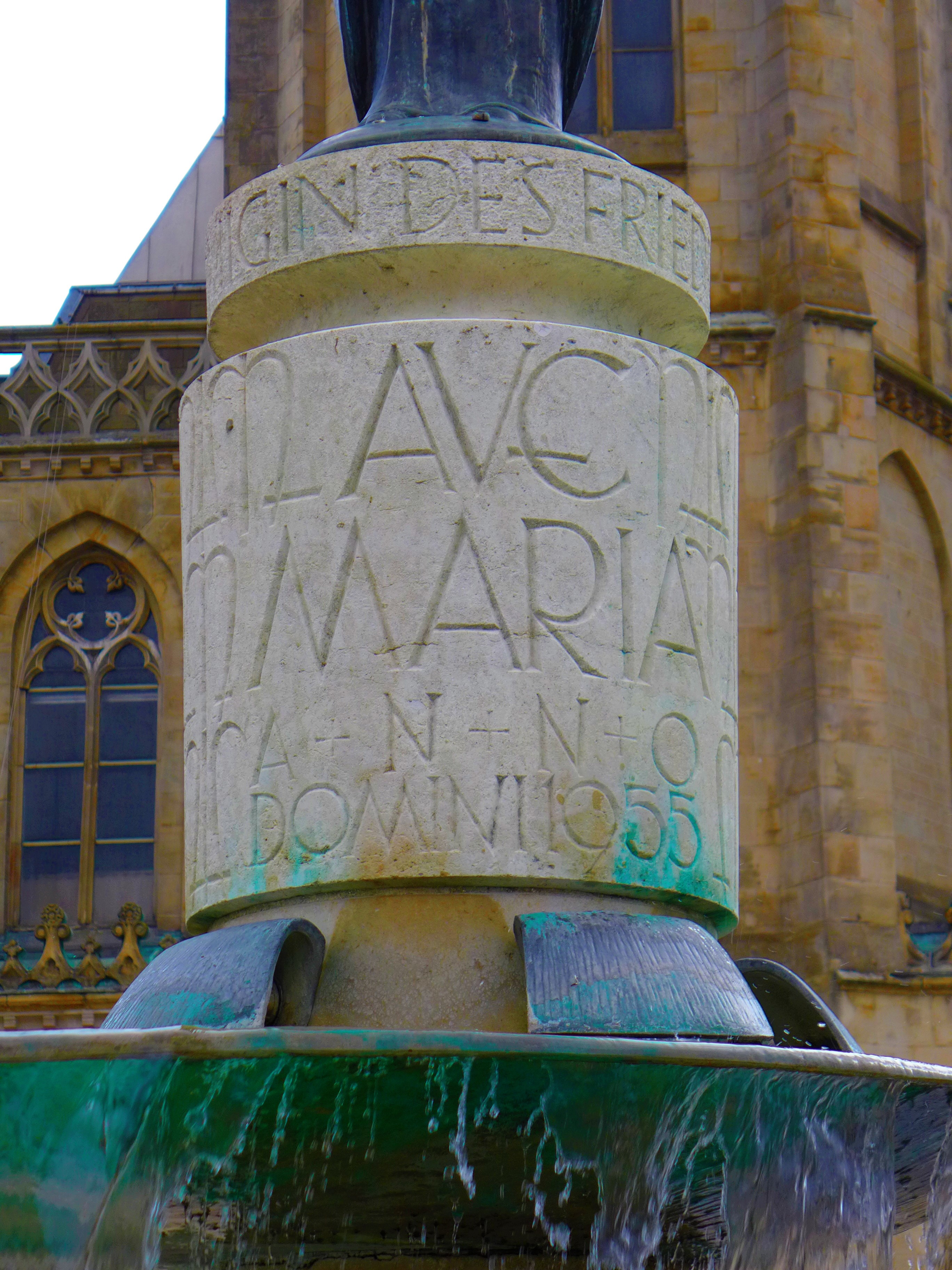
St. Ludwig (Saarlouis), Detail Marienbrunnen

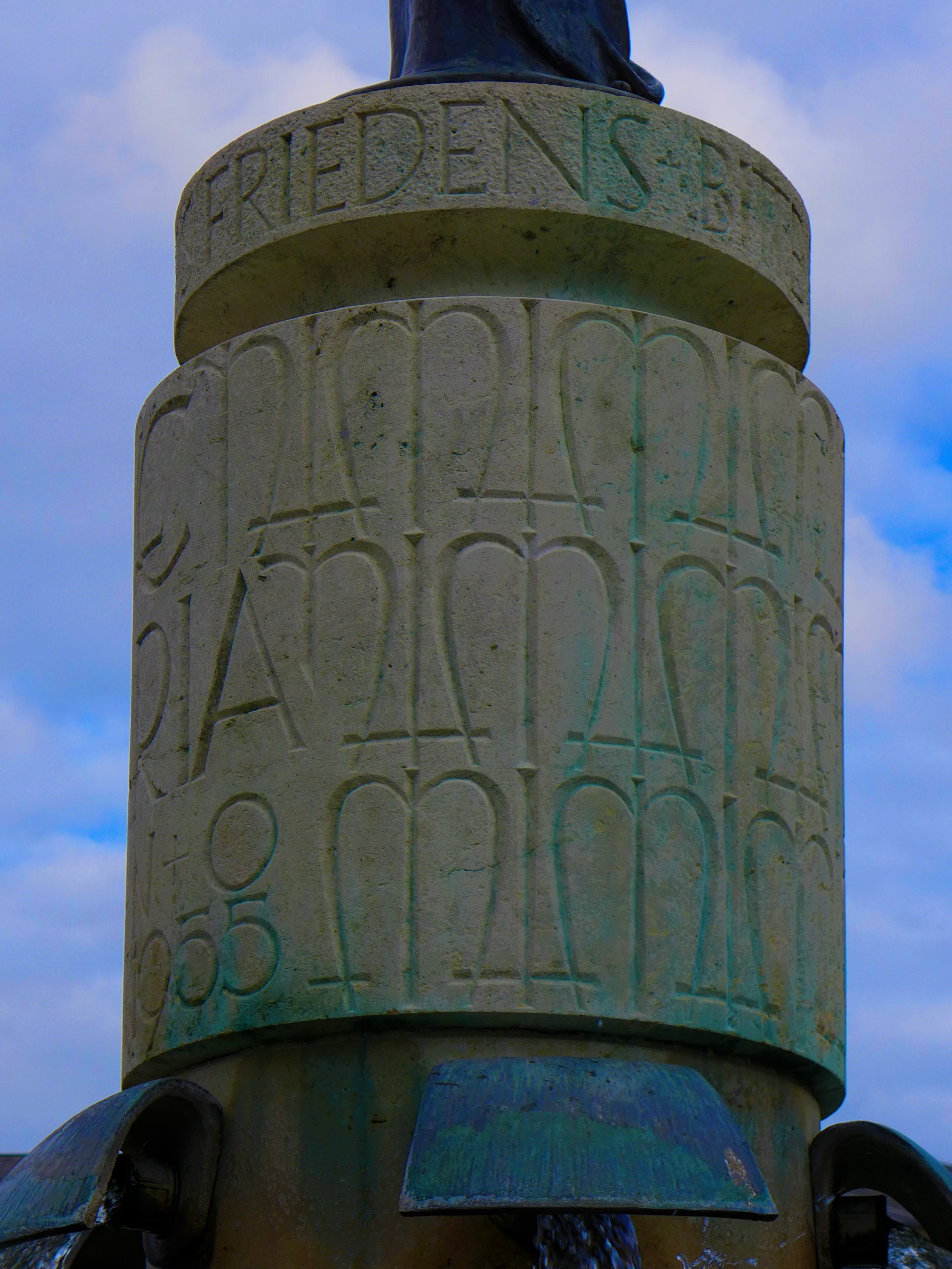
St. Ludwig (Saarlouis), Detail Marienbrunnen

Der Saarlouiser Marienbrunnen ist ein marianisches Denkmal auf dem Großen Markt in Saarlouis vor der katholischen Stadtpfarrkirche St. Ludwig.

## Geschichte und Gestaltung
Aus Anlass des von Papst Pius XII. am 8. September 1953 mit der Enzyklika Fulgens corona verkündeten marianischen Jahres beschloss der Saarlouiser Stadtrat am 5. Februar 1954 die Errichtung des Marienbrunnens in der horizontalen Mittelachse des Großen Marktes vor der Ludwigskirche. Er erinnert an das Jahrhundertjubiläum der feierlichen Verkündigung des Dogmas der Unbefleckten Empfängnis im Jahr 1854 durch Papst Pius IX. sowie an das von Pius XII. im Jahr 1950 verkündete Dogma von der leiblichen Aufnahme Mariens in den Himmel.
Unter der Oberleitung von Stadtbaurat Peter Focht (1907–1987) entwarfen Cecilie Satzl-Hoffmann und Hanns Satzl die Gesamtanlage. Nikolaus Simon (1897–1970) führte die Steinmetzarbeiten aus. Die Marienfigur schuf Hans Bogler (1910–1994). In der Mitte des runden Wasserbeckens erhebt sich eine Brunnensäule, die von einem kapitellartigen unterteilten Kalkstein-Zylindersockel mit Inschrift abgeschlossen wird. Die Inschrift des oberen Zylinderabschnittes lautet „Königin des Friedens, bitte für uns“ und bezieht sich auf die Erfahrung der beiden Weltkriege des 20. Jahrhunderts sowie die anschließende atomare Bedrohung in der Zeit des Kalten Krieges.
Papst Benedikt XV. hatte unter dem Eindruck der Gräuel des Ersten Weltkrieges die Anrufung Mariens als Königin des Friedens in die Lauretanische Litanei am 16. November 1915 vorläufig und am 5. Mai 1917 endgültig eingefügt. Darüber hinaus kann die Anrufung Mariens als Königin des Friedens im zeitlichen Zusammenhang zur päpstlichen Enzyklika Auspicia quaedam vom 1. Mai 1948 gesehen werden. Pius XII. hatte in diesem Rundschreiben für den Monat Mai zum Gebet für den Weltfrieden aufgerufen. Da der bewaffnete Konflikt um Palästina eskalierte, forderte der Pontifex die Gläubigen auch für die Lösung des Palästinaproblems zum Friedensgebet auf. Dieses sollte dem Unbefleckten Herzen Mariens geweiht werden.
Ein weiterer Bezug der Brunneninschrift zu lehramtlichen Äußerungen stellt die von Papst Pius XII. zum Abschluss des marianischen Jahres 1954 mit der Enzyklika Ad caeli reginam getätigte Einführung des Festes Maria Königin dar.
Der untere Zylinderabschnitt der Brunnensäule ist mit dem marianischen Monogramm geschmückt. Das rapportartige Ornament greift mit seinen Bögen und Kreuzen auch die beiden Hauptmotive des damaligen saarländischen Staatswappens (Brückenbögen und Kreuz) auf. Die lateinische Inschrift des Zylinders steht im Zusammenhang mit dem Englischen Gruß (Lk 1,28 ) und lautet: „Ave Maria“; darunter: „Anno Domini 1955“ („Gegrüßet seist Du, Maria“; darunter: „Im Jahre des Herrn 1955“). An der Unterseite des Inschriften-Kapitells strömt Wasser aus fünf bronzenen Öffnungen aus, um sich über zwei versetzt angeordnete, bronzene Brunnenschalen in der Art römischer Brunnen in das große Brunnenbecken aus hellem Kalkstein zu ergießen. Die wasserspendenden Öffnungen können im Zusammenhang mit den fünf Wunden Christi oder der Perikope des Propheten Ezechiel von der Wasserflut gedeutet werden, die unter dem Tempel hervorströmt (Hes 47,1–12 ) gedeutet werden. Zusätzlich hat die Fünfzahl der Wasseröffnungen auch einen marianischen Bezug zu den fünf Blütenblättern der Rosa mystica, einem Marientitel in der Lauretanischen Litanei.
Über dem kapitellartigen Zylinder erhebt sich, dem Platz zugewandt, die überlebensgroße Bronzefigur der Jungfrau und Gottesmutter. Maria, angetan mit faltenlosem Gewand und Mantel, hält in der rechten Hand die kreuzbekrönte Weltkugel, auf ihrem linken Arm das Jesuskind, das den Betrachter mit seiner Rechten segnet und mit der Linken auf sein Heiligstes Herz hinweist.
Mit seinem pazifistischen Impetus nimmt der Marienbrunnen historisch-antithetischen Bezug zum geradezu kriegsverherrlichenden, neopaganen früheren Gefallenendenkmal von 1928 mit dem Titel „Kriegers Einzug in Walhall“ in der Achse vor der Kommandantur, das im Jahr 1936 an den Kaiser-Friedrich-Ring versetzt wurde. Der Marienbrunnen ist in der Denkmalliste des Saarlandes als Einzeldenkmal ausgewiesen.
Der Marienbrunnen gehört zu einer ganzen Reihe von marianischen Denkmälern im Saarland, die anlässlich des marianischen Jahres entstanden, so etwa die Mariensäulen in Bous, Schwalbach, Wadern (Bellscheid), Bildstock, Neunkirchen und St. Ingbert oder die marianische Anlage des Ensdorfer Hasenberges, der Bau des „Marienturmes“ der Pfarrkirche Hl. Dreifaltigkeit in Fraulautern, der marianische Stationsaltar im Ortszentrum von Beckingen sowie der marianische Fensterzyklus in der Klosterkirche des Klosters Heiligenborn in Bous. Auch die saarländische Post gab aus Anlass des marianischen Jahres eine Briefmarkenserie mit Muttergottesdarstellungen heraus. Zudem war mit dem tiefgläubigen Katholiken Johannes Hoffmann ein Ministerpräsident im Amt, der die Förderung des christlichen Glaubens zur Überwindung der Folgen der antihumanistischen NS-Diktatur und als Schutzschild gegen kommunistische Strömungen als dringliche politische Aufgabe empfand. Somit war die Proklamation des Mariendogmas und des marianischen Jahres im Saarland auf äußerst fruchtbaren Boden gefallen. Über die Marienverehrung sollte das religiöse Bekenntnis im historisch stark katholisch geprägten Land an der Saar gestärkt sowie eine gewisse „nationalsaarländische Identität“ in der saarländischen Bevölkerung entwickelt werden.
Wie sehr sich die Christliche Volkspartei des Saarlandes unter Ministerpräsident Johannes Hoffmann als einzig wahre Alternative zu den atheistischen Ideologien des Faschismus und des Sozialismus/Kommunismus empfand und eine durch und durch christlich geprägte Gesellschaft im Saarstaat schaffen wollte, wird zum Beispiel an der Rede des Saarlouiser Bürgermeisters Anton Merzigers zur Einweihung des dem Marienbrunnen benachbarten Rathauses am Großen Markt deutlich:

„Wir haben es alle selber erfahren, nur wenn Christus herrscht im öffentlichen Leben, nur wenn wir Gott geben, was Gottes ist, können wir Menschen bleiben und menschenwürdig leben. Deshalb stellen wir (…) die ganze Stadt unter den Schutz des Kreuzes.“

Vertreter der evangelischen Kirche im Saarland hatten gegen die Errichtung des Marienbrunnens in Saarlouis protestiert. In einer Erklärung der saarländischen Kreissynoden heißt es diesbezüglich:

„Wir machen auf die Gefahren und verhängnisvollen Folgen, die mit einer einseitigen Konfessionalisierung des öffentlichen Lebens entstehen, aufmerksam und bitten Staat und Behörden, solche Übergriffe nicht zuzulassen, damit die Freiheit des Gewissens, des Glaubens und der Überzeugung und der öffentlichen und der konfessionelle Friede erhalten und das rechte Verhältnis zwischen Kirche und Staat gewahrt bleibe.“

Die Brunnenanlage vor St. Ludwig wurde trotz aller Proteste am Hochfest der Apostelfürsten Peter und Paul (29. Juni 1956), den zweiten Pfarrpatronen der Kirche, in einer groß angelegten Einweihungsfeier, die man als „machtvolle Bekundung des katholischen Glaubens“ an der Saar verstand, eingeweiht.
Der Marienbrunnen kann auch im Zusammenhang mit der intensiven marianischen Religiosität des heiligen Ludwig IX. von Frankreich, dem Patron der unmittelbar benachbarten Saarlouiser St.-Ludwigs-Kirche gedeutet werden. Das historische Trierer Erzstift und Erzbistum zu dem weite Teile des heutigen Saarlandes gehörten, war durch den Erzbischof und Kurfürst Karl Kaspar von der Leyen nach dem verheerenden Dreißigjährigen Krieg im 17. Jahrhundert unter den Schutz Mariens als Patrona Patriae gestellt worden. Dieses marianische Patrozinium bestätigte sein Amtsnachfolger Johann Hugo von Orsbeck. Im ersten Jahr des Zweiten Weltkrieges, am 8. Dezember 1939 (Hochfest der Unbefleckten Empfängnis) erneuerte der Trierer Bischof Franz Rudolf Bornewasser diese Weihe feierlich.
Die 2,30 Meter hohe Marienstatue (800 kg) und die beiden Metallschalen der Brunnensäule (3,6 t) wurden durch die Saarlouiser Glockengießerei in Saarlouis-Fraulautern, die von Karl (III) Otto von der Glockengießerei Otto in Bremen-Hemelingen und dem Saarländer Alois Riewer aus Geislautern im Jahr 1953 gegründet worden war, gegossen.